# 切爾韋涅齊河
切爾韋内茨河（烏克蘭語：Червенець），是烏克蘭西部的河流，屬於基斯良卡河的左支流。該河流經利維夫州的亞沃里夫區和利維夫區，河道全長11公里，流域面積26.8平方公里。